# آندریا گریچ
آندریا گریچ (به صربی: Андрија Герић) (زاده ۲۴ ژانویه ۱۹۷۷) بازیکن بازنشسته والیبال اهل صربستان که از سال ۱۹۹۵ تا ۲۰۰۹ عضو تیم ملی والیبال صربستان بود. گریچ به همراه گوران ویویچ، ایوان میلیکوویچ، نیکولا گربیچ و ولادیمیر گربیچ توانست مدال طلا المپیک ۲۰۰۰ سیدنی را به دست آورد. آندریا در رده باشگاهی نیز سابقه عضویت در نووی ساد، مونتیچیاری، لوبه بانکا ماچراتا، لاتینا، پاناتینایکوس و فنرباغچه را در کارنامه خود دارد و توانسه یک دوره قهرمانی لیگ قهرمانان اروپا، شش دوره قهرمانی لیگ صربستان، پنج دوره قهرمانی جام حذفی صربستان، یک دوره قهرمانی لیگ سری آ و جام حذفی ایتالیا و یک دوره قهرمانی سوپر لیگ ترکیه را با این باشگاه ها به دست آورد. گریچ در المپیک ۲۰۰۰ سیدنی نیز به عنوان بهترین مدافع مسابقات انتخاب شد.